# Chelmos-Vouraikos UNESCO Global Geopark
Der Chelmos-Vouraikos UNESCO Global Geopark befindet sich im nördlichen Teil der Peloponnes in Griechenland. Er verfügt über zahlreiche Geotope von besonderem wissenschaftlichen Wert. Dazu gehören u. a. Flüsse, Seen, die gesamte Kette des Chelmos-Gebirges sowie die Vouraikos-Schlucht. Das Gebiet erstreckt sich über die Provinzen Achaia bis Korinthia. Mit einer Fläche von 654 km² umfasst es 62 Gemeinden mit insgesamt 27125 Einwohnern.

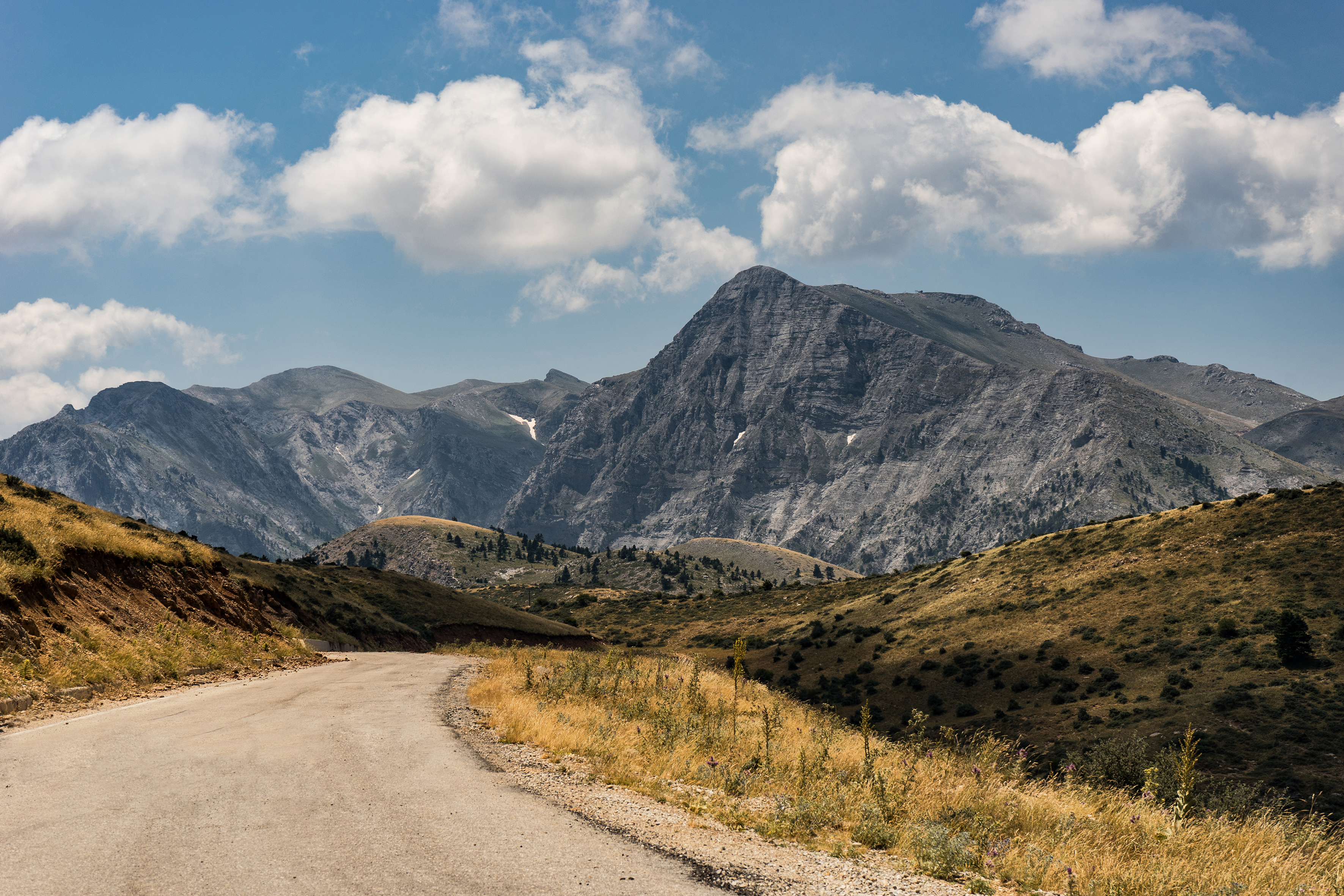
Gebirgskette Chelmos

Innerhalb der Grenzen des UNESCO Global Geoparks gibt es fünf Schutzgebiete des Natura 2000 Netzwerkes:
- OROS CHELMOS KAI YDATA STYGOS (Berg Chelmos Styx Waters) (SCI)
- FARANGI VOURAIKOU (Vouraikos-Schlucht) (SCI)
- AISTHITIKO DASOS KALAVRYTON (Ästhetischer Wald von Kalavryta) (SCI)
- SPILAIO KASTRION (Kastria-Höhlen) (SCI)
- OROS CHELMOS (AROANIEN) - FARANGI VOURAIKOU KAI PERIOCHI KALAVRYTON (Berg Chelmos, Vouraikos-Schlucht und Kalavryta-Gebiet) (SPA)[5]

## Entstehung
Für den Erhalt, den Schutz und die Organisation des Geoparks ist die Verwaltungsstelle Chelmos-Vouraikos in Kalavryta zuständig. Sie wurde 2002 gegründet und fünf Jahre später mit Personal besetzt. Seit Oktober 2009 ist der Chelmos-Vouraikos Geopark Mitglied des Europäischen Geopark-Netzwerks, des Globalen Geopark-Netzwerks und des Hellenic Geopark Forums. Aufgrund von erfolgreichen Evaluierungen in den Jahren 2013, 2015 und 2019 zeichnet sich dieser Geopark als UNESCO Global Geopark aus.
Im Jahr 2016 wurde dem Chelmos-Vouraikos Geopark die internationale Zertifizierung „European Charter for Sustainable Tourism“ von der European Federation of National Parks and Protected Areas (EUROPARC FEDERATION) verliehen.

## Verwaltung
Die Verwaltungsstelle von Chelmos-Vouraikos ist eine juristische Person des Privatrechts, die von dem griechischen Ministerium für Umwelt und Energie beaufsichtigt wird. Die Aufgaben der Verwaltungsstelle sind breit gefächert. Neben dem Management der Schutzgebiete gehört auch die Organisation von Umweltbildungsprogrammen und geführten Touren zu ihrem Verantwortungsbereich. Die Zusammenarbeit mit anderen Institutionen ist dabei unerlässlich.
Das Personal der Verwaltungsstelle besteht aus einem Umweltwissenschaftler, einem Geologen, einem Förster, sechs Rangern, einer Sekretärin, einem stellvertretenden Buchhalter, einem externen Buchhalter, einem Rechtsberater und einem wissenschaftlichen Berater für geologische Fragen.

## Geologie

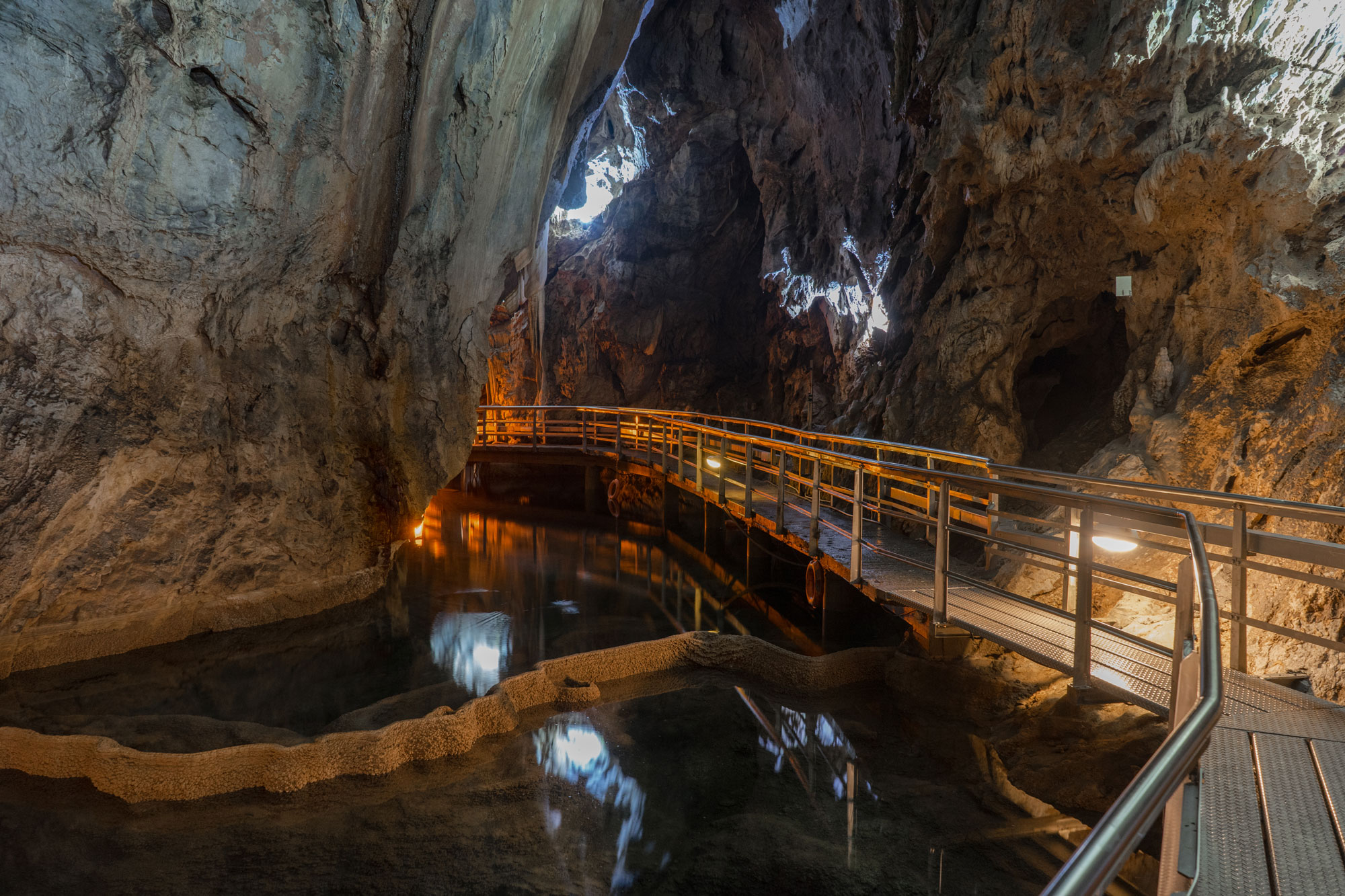
Geostätte „Höhle der Seen“

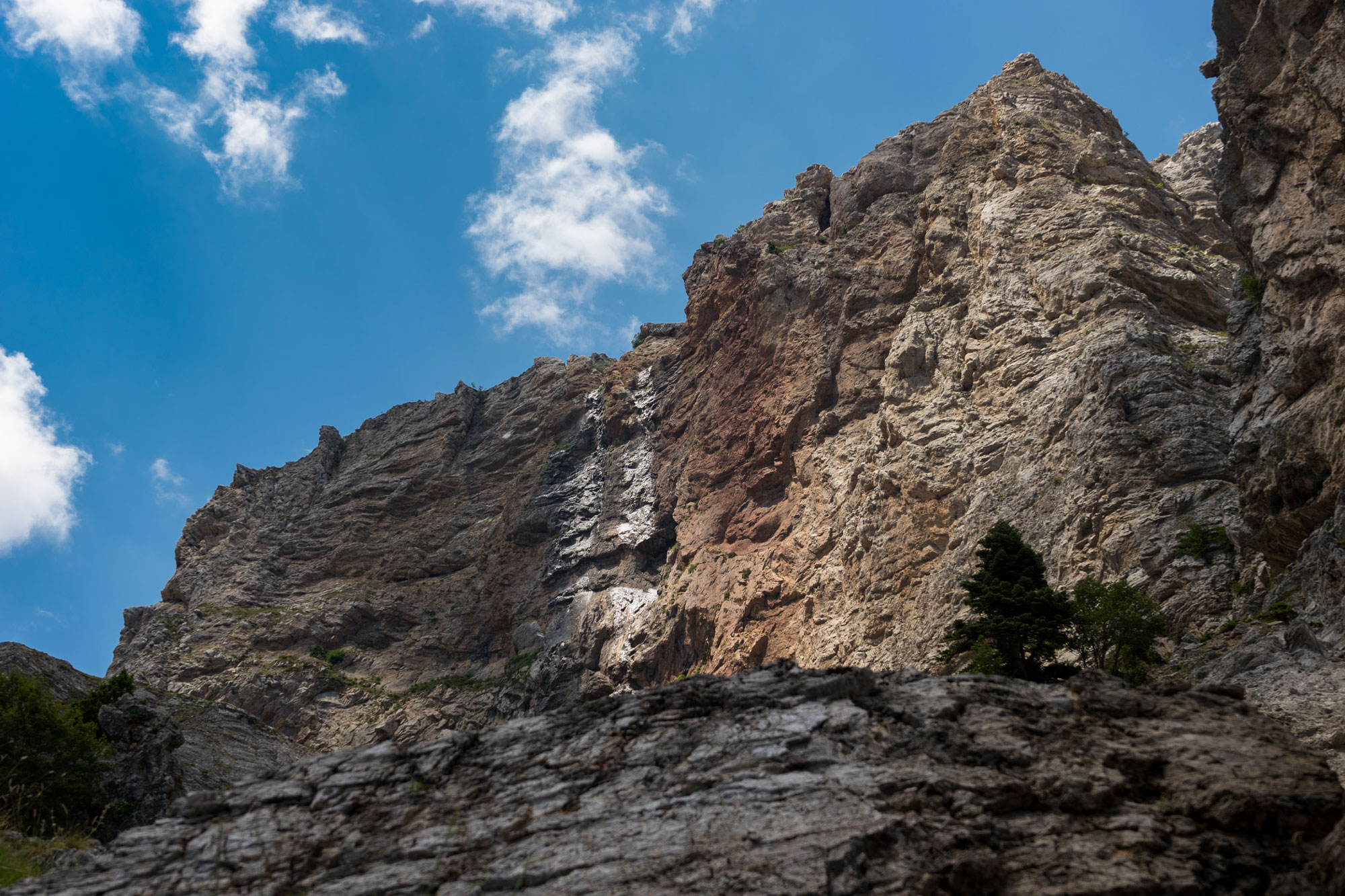
Wasserfall des Styx

Der Chelmos-Vouraikos UNESCO Global Geopark zeichnet sich durch sein besonderes geologisches Erbe aus. Die wichtigsten geologischen oder geomorphologischen Strukturen im Geopark sind Dolinen, Poljes, Quellen und Höhlen. Das Auge von Ladon oder die Höhle der Seen im Berg von Amolinitsa sind charakteristische Beispiele für diese geologischen Phänomene.
Am häufigsten kommt die Gesteinsart Kalkstein vor. Die folgenden weiteren Arten sind im Geopark ebenfalls zu finden:
- bindige Gerölle und Schuttkegel, Konglomerate, sandige Mergel, Sand und Sandsteine mit Kies, Sand- und Tonschichten, Flysch, Radiolarit, Dolomit, Phyllit, Schiefer, vulkanische Gesteine, Quarzit und Braunkohle.

Ferner sind zehn geologische Perioden (Quartär, Neogen, Paläogen, Kreidezeit, Jura, Trias, Perm, Karbon, Devon und Silur) und drei geotektonische Zonen (Gabrovo-Tripolis-Zone, Pindos-Zone, Phyllit-Quarzit-Suite) im Geopark abgebildet.
Geologische Formationen:
- Metamorphe Gesteine der Phyllit-Quarzit-Suite: Schiefer, Phyllite, Quarzit

- Formationen der Tripolis-Zone: Vulkanische Gesteine der Tyros-Formation, Karbonatgesteine (Kalkstein-Dolomit) und Flysch

- Formationen der Pindos-Zone: Flysch, Kalksteine, Radiolarite

- Neogene und quartäre postalpine Sedimente und holozäne alluviale Sedimente: Konglomerate, Mergel, Sandsteine, Lignite, Sand- und Schlammsedimente

Geologische oder geomorphologische Merkmale:
- Schluchten, Schwemmland, Höhlen, Konglomerate, Flysch, Seen, Dolinen, Meeresterrassen, Plateaus, tektonische Fenster, Poljen, Alpenseen, Quellen, Wasserfälle, Verwerfungen, Erdrutsche, Falten, Moränen, Fossilien, Mylonite[10]

## Die Geotope des Chelmos-Vouraikos UNESCO Global Geoparks

### Tektonische Geotope
1. Niamata-Vouraikos-Schlucht (tektonisches Fenster-Tripolis-Zone)
2. Tektonischer Graben Kalavryta (Verwerfungen in der Olonos-Pindos-Zone)
3. Gebiet von Agia Lavra (Überschiebungen, Falten in der Olonos-Pindos-Zone)
4. Keramidaki (Verwerfung, Tripolis-Zone und Olonos-Pindos-Zone)
5. Geomorphologische Geostrukturen
6. Meeresterrasse im Trapeza-Gebiet
7. Mavri Limna - Wasserfall (Verwerfung, Radiolarite)
8. Wasser des Styx (Kalkstein-Dolomiten, Tripolis-Zone)
9. Brekzien im Gebiet von Xerocambos
10. Mavrolimni, Berg Chelmos (glazialer Alpensee)
11. Kloster Mega Spilaio (Verwerfung, Konglomerate)
12. Spanolakkos Gletscherablagerungen
13. Erdrutsch von Valimi
14. Psili Korfi von Chelmos (Der höchste Gipfel des Chelmos-Gebirges, Olonos-Pindos-Zone)
15. Ntourntourvana (Kalksteine der Tripolis-Zone)
16. Chelonospilia (Olonos-Pindos-Zone)
17. Madero (Kalksteine der Olonos-Pindos-Zone, Überschiebung über die Tripolis-Zone)
18. Konglomerate mit äolischer Erosion
19. Der „Balkon“ des Styx (Kalksteine der Tripolis-Zone)
20. Tessera Elata (Kalksteine der Tripolis-Zone)

### Karstige Geotope
1. Portes-Triklia-Vouraikos-Schlucht (dünnplattige Kalksteine)
2. Die Höhle der Seen (Tripolis-Zone und Olonos-Pindos-Zone)
3. Lousoi polje (karstige Erosionsgeomorphose)
4. Die Höhlen von Lousiko - Formation von Koumani
5. Aroanios-Quellen - Arbounas (Verwerfung)
6. Das Auge von Ladon
7. Die Senkgruben von Feneos
8. Valvousi (Karst-Erosion an der Oberfläche)
9. Kastria Quelle Aussichtspunkt (Polje von Lousoi, Analipsi Schlucht, Radiolarit geneigt und gefaltet)
10. Kapelle von Analipsi (Wasserfall, Schlucht, Höhle mit Speläothemen, Tripolis-Kalksteine)

### Paläontologische Geotope
1. Paläochori-Braunkohlenbetten (Braunkohlenbetten des xylitischen Typs in Mergel, Tonen, mit fossilen Pflanzenmakroresten)

### Lithologische Geotope
1. Mamousia-Rouskio (Flysch Olonos-Pindos-Zone)
2. Kerpinis'-Stufe (Konglomerate)
3. Roghi-Windgeneratoren (Olonos-Pindos-Zone)
4. Xidias (Braunkohlebetten vom xylitischen Typ)
5. Priolithos-Klastischer Horizont (Sandsteine, Siltsteine, Olonos-Pindos-Zone)
6. Vesini (Radiolarite, Olonos-Pindos-Zone)
7. Gebiet von Solos (Phyllite, Schiefer, vulkanische Gesteine)
8. Pausanias-Rebe (Olonos-Pindos-Zone)

### Hydrologische Geotope
1. Doxa-See (Mylonite)
2. Tsivlos-See (Erdrutsch)[11]

## Belebte Natur
Die besonderen geologischen Strukturen bieten zahlreiche Möglichkeiten für die Nischenbildung von unterschiedlichen Tier- und Pflanzenarten. Der ökologische Wert für die Flora und Fauna der Region ist daher immens.

### Pflanzenwelt

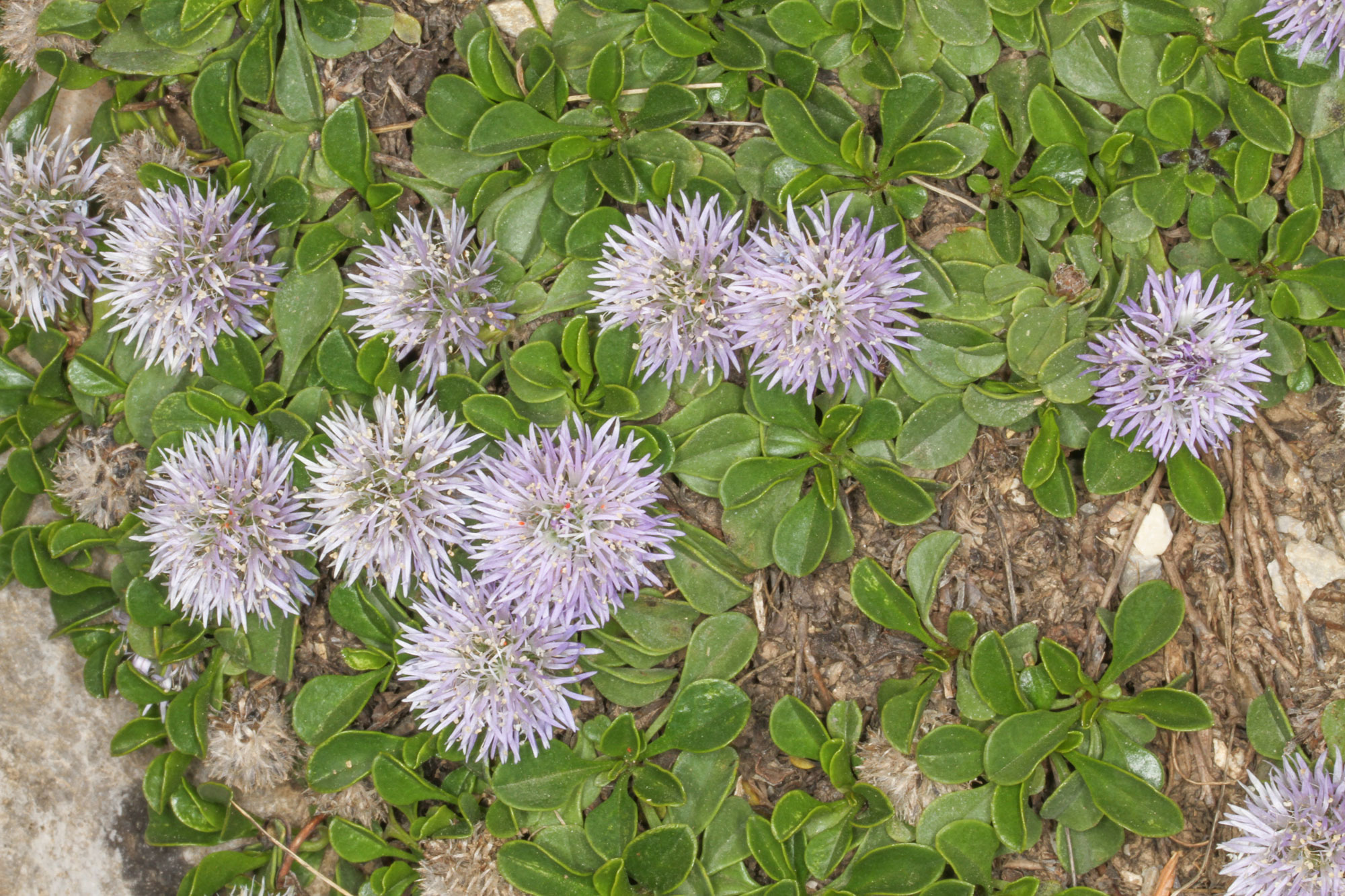
Globularia stygia

Der Chelmos-Vouraikos Geopark beherbergt mehr als 1100 Pflanzenarten. Darunter befinden sich griechische Endemiten, Endemiten der Peloponnes oder lokal endemische Pflanzenarten. Viele von ihnen gehören entweder zu einer der Risikokategorien des Roten Buches der IUCN und/oder zu einem internationalen Schutzsystem.
Das Vorkommen dieser seltenen Pflanzen wird immer von der Bodenart bestimmt. In diesem Zusammenhang spielt der Kalksteinberg Chelmos eine wichtige Rolle. Aufgrund seiner beachtlichen Habitatvielfalt sind in diesem Gebiet dreißig endemische Arten der Peloponnes, mehr als hundert griechische Endemiten und fünf endemische Arten von Chelmos zu finden. Eine dieser Pflanzen ist die Globularia Stygia, die ihren Namen von dem Styx-Gewässer erhalten hat. Diese Art unterstreicht den ökologischen Wert des Chelmos-Gebirges, da sie zu den priorisierten Arten der europäischen Richtlinie 92/43 gehört. Sie wächst auf Felsen, in Schluchten, auf Felsvorsprüngen und in offenen Geröllhalden in einer Höhe von 1150 bis 2300 Metern. Darüber hinaus sind in dem Gebiet des Geoparks zahlreiche pharmazeutische Pflanzen zu finden.

### Tierwelt
Der Geopark ist der Lebensraum von folgenden Tieren: 76 wirbellose Arten, 4 Fischarten, darunter 2 endemische Arten, 9 Amphibienarten, 23 Reptilienarten, darunter 9 endemische Arten, 18 Säugetierarten. Außerdem finden 149 Vogelarten dauerhaft oder vorübergehend Zuflucht in diesem Gebiet. Eine große Anzahl endemischer Schmetterlinge, unter ihnen eine Reihe seltener Arten, lebt in den alpinen Ebenen, insbesondere in den alpinen Graslandschaften des Geoparks.
In dem Geotop Höhle der Seen gedeiht eine der bedeutendsten Winterfledermauskolonien Europas mit 18.000 Individuen.

## Nicht geologische Stätten im Geopark
In dem Gebiet des Geoparks gibt es mehrere Stätten von kulturellem, archäologischem oder ästhetischem Wert, die von touristischem Interesse sind:
- Archäologische Stätte von Loussoi
- antike Kleitoria
- Weinberg von Pausania
- antike Stadt Feneos
- traditionelle Gebäude der Familie Petmesa
- Wälder von Perithori und Zarouchla
- Ästhetischer Wald von Kalavryta
- Fluss Ladonas
- Holocaust-Museum in Kalavryta
- Ag. Georgios-Kloster (Doxa-See)
- Mega Spileo-Kloster
- Agia Lavra Kloster
- Skizentrum von Kalavryta - Hohe Gipfel des Berges Chelmos
- Zahnradbahn von Diakofto - Kalavryta (Diakofto-Schlucht)[16]

## Menschliche Aktivitäten
Die besondere Landschaft und das Klima innerhalb des Geoparks bieten den Menschen viele Möglichkeiten, das Gebiet zu bewirtschaften. Vor allem der primäre Sektor ist sehr ausgeprägt.
Flächen des Geoparks werden für den Anbau von beispielsweise Oliven, Tomaten oder Zitronen genutzt. Des Weiteren spielen auch die Honigproduktion und die Viehzucht eine wichtige Rolle bei der Bewirtschaftung der Flächen des Parks. Bauernhöfe mit hauptsächlich Schafen und Ziegen, aber auch Rindern, tragen wesentlich zur Einkommensbildung in der Region bei.
Aufgrund der Binnengewässer in Planitero und in Krathis ist in diesen Gebieten auch der Fischfang von großer Bedeutung. Außerdem stellt die Forstwirtschaft und damit die Versorgung der Bevölkerung mit Holz einen wichtigen Faktor im Sozialraum der Region dar.
Der sekundäre Sektor wird durch kleine Betriebe im Geopark repräsentiert, die landwirtschaftliche Produkte verarbeiten oder Haushaltsgegenstände und Holzschnitzereien herstellen.
Auch der tertiäre Sektor ist im Geopark vertreten. Einerseits durch den Handel mit Produkten zur Deckung des lokalen Bedarfs. Zu diesen Produkten gehören vor allem traditionelle lokale Erzeugnisse wie Honig und aromatische Pflanzen. Andererseits durch den Tourismus. Die geologischen Stätten wie z. B. die Höhle der Seen, die Quellen des Flusses Aroanios bei Planitero oder die Vouraikos-Schlucht ziehen jedes Jahr viele Besucher an. An den Nordhängen des Chelmos-Gebirges befindet sich außerdem ein Skigebiet. Das Kalavryta-Skizentrum wird jedes Jahr von zahlreichen Menschen besucht.

## Umweltprobleme in dem Gebiet
Umweltverschmutzung, Abfälle, illegale Landnutzung, Bau neuer Straßen, Bewässerungsanlagen, Düngemittel, Weidehaltung, illegale Abholzung, Waldbrände, ineffiziente Forstverwaltung